# Campeonato Piauiense de Futebol de 2011
O Campeonato Piauiense de Futebol de 2011 foi a 71ª edição do torneio organizado pela Federação de Futebol do Piauí (FFP) e  teve início em 10 de abril e terminou em 17 de agosto.

## Fórmula de disputa
O Campeonato Piauiense de 2011 foi disputado nos seguintes moldes, com regulamento semelhante ao do ano anterior: os participantes jogarão em 2 turnos classificatórios. No primeiro turno, os clubes jogaram em confrontos diretos, somente em sistema de "ida", classificando-se para as semifinais os quatro primeiros colocados. Na semifinal, os jogos se darão por cruzamento (1° x 4° e 2° x 3°), em partidas de ida-e-volta. Se após o 2º jogo houver empate de pontos entre os 2 times (independentemente do saldo de gols), abre-se uma prorrogação de 30 minutos. Persistindo o empate de pontos, passa de fase o time que houver obtido melhor desempenho na 1ª fase. Os vencedores se enfrentaram na final do turno também em partidas de ida-e-volta, sendo o vencedor do confronto declarado o campeão do 1° turno (utilizando também o sistema citado acima).
No segundo turno, os clubes jogaram em confrontos diretos, somente em sistema de "volta", classificando-se para as semifinais os quatro primeiros colocados. As semifinais e final se darão da mesma maneira do 1° turno.
O Campeão do 1º Turno será o representante piauiense na Série D do Campeonato Brasileiro de 2011.
As equipes vencedoras de cada turno disputaram entre si dois jogos finais, sendo o vencedor do confronto declarado campeão piauiense. Caso a mesma equipe conquiste os dois turnos, será declarada campeã automaticamente.Apenas o campeão disputará a Copa do Brasil de 2012.

### Critérios de desempate
O desempate entre duas ou mais equipes segue a ordem definida abaixo:
1. Maior número de vitórias
2. Melhor saldo de gols
3. Maior número de gols marcados
4. Confronto direto (somente entre duas equipes)
5. Menor número de cartões vermelhos recebidos
6. Menor número de cartões amarelos recebidos
7. Sorteio

## Equipes participantes
As equipes participantes do Piauiense 2011 são as seguintes:
| Equipe          | Cidade      | Em 2010      | Estádio           | Capacidade | Títulos |
| --------------- | ----------- | ------------ | ----------------- | ---------- | ------- |
| 4 de Julho[a]   | Piripiri    | 7º           | Ytacoatyara       | 7 000      | 3[b]    |
| Barras          | Barras      | 2º           | Juca Fortes       | 4 870      | 1       |
| Comercial       | Campo Maior | 1º           | Deusdeth Melo     | 4 000      | 1       |
| Flamengo        | Teresina    | 4º           | Albertão          | 44 200     | 16      |
| Parnahyba       | Parnaíba    | 5º           | Piscinão          | 4 700      | 11      |
| Piauí           | Teresina    | 8º           | Lindolfo Monteiro | 5 760      | 5       |
| Picos           | Picos       | 3º           | Helvídio Nunes    | 5 400      | 4       |
| Princesa do Sul | Floriano    | Não disputou | Tiberão           | 4 500      | 0       |
| Ríver           | Teresina    | 6º           | Albertão          | 44 200     | 27      |

a. ^ Em 7 de abril de 2011, em reunião realizada pela Federação de Futebol do Piauí (FFP), o 4 de Julho Esporte Clube e Associação Atlética Cori-Sabbá comunicaram que não iriam participar do campeonato, sobrando assim apenas oito equipes na disputa. Porém, o 4 de Julho voltou atrás na sua decisão e confirmou presença no estadual de 2011.
b. ^  Contando a edição de 2011.

## Primeiro turno (Taça Estado do Piauí)

### Primeira fase

#### Tabela de classificação
| Classificação | Classificação   | Classificação | Classificação | Classificação | Classificação | Classificação | Classificação | Classificação | Classificação |
| Pos.          | Time            | Pts           | J             | V             | E             | D             | GP            | GS            | SG            |
| ------------- | --------------- | ------------- | ------------- | ------------- | ------------- | ------------- | ------------- | ------------- | ------------- |
| 1             | Parnahyba       | 19            | 8             | 6             | 1             | 1             | 15            | 5             | +10           |
| 2             | Comercial       | 16            | 8             | 5             | 1             | 2             | 13            | 5             | +8            |
| 3             | Ríver           | 16            | 8             | 5             | 1             | 2             | 13            | 5             | +8            |
| 4             | 4 de Julho      | 13            | 8             | 4             | 1             | 3             | 12            | 8             | +4            |
| 5             | Barras          | 11            | 8             | 3             | 2             | 3             | 9             | 9             | 0             |
| 6             | Picos           | 11            | 8             | 3             | 2             | 3             | 9             | 10            | -1            |
| 7             | Flamengo        | 7             | 8             | 2             | 1             | 5             | 8             | 15            | -7            |
| 8             | Piauí           | 6             | 8             | 1             | 3             | 4             | 10            | 20            | -10           |
| 9             | Princesa do Sul | 2             | 8             | 0             | 2             | 6             | 5             | 17            | -12           |

Atualizado em 22 de maio de 2011

#### Jogos
| 1ª rodada | 1ª rodada | 1ª rodada       | 1ª rodada | 1ª rodada       | 1ª rodada         |
| --------- | --------- | --------------- | --------- | --------------- | ----------------- |
| 10/04     | 15:45     | Comercial       | 0 – 0     | Parnahyba       | Deusdeth Melo     |
| 10/04     | 16:00     | Princesa do Sul | 1 – 3     | Barras          | Tiberão           |
| 10/04     | 17:00     | Ríver           | 4 – 1     | Piauí           | Albertão          |
| 2ª rodada |           |                 |           |                 |                   |
| 16/04     | 19:30     | 4 de Julho      | 2 – 1     | Comercial       | Ytacoatyara       |
| 16/04     | 20:00     | Picos           | 2 – 0     | Princesa do Sul | Helvídio Nunes    |
| 17/04     | 16:00     | Parnahyba       | 1 – 0     | Ríver           | Mão Santa         |
| 17/04     | 17:00     | Piauí           | 2 – 2     | Barras          | Albertão          |
| 3ª rodada |           |                 |           |                 |                   |
| 27/04     | 20:00     | Barras          | 0 – 1     | Ríver           | Juca Fortes       |
| 27/04     | 20:00     | Picos           | 1 – 2     | Parnahyba       | Helvídio Nunes    |
| 27/04     | 20:00     | Flamengo        | 2 – 1     | 4 de Julho      | Lindolfo Monteiro |
| 28/04     | 15:45     | Comercial       | 1 – 0     | Princesa do Sul | Deusdeth Melo     |
| 4ª rodada |           |                 |           |                 |                   |
| 30/04     | 15:45     | Comercial       | 4 – 0     | Piauí           | Deusdeth Melo     |
| 30/04     | 16:00     | Parnahyba       | 2 – 1     | Flamengo        | Mão Santa         |
| 30/04     | 17:00     | Ríver           | 1 – 0     | 4 de Julho      | Albertão          |
| 30/04     | 20:00     | Barras          | 0 – 0     | Picos           | Juca Fortes       |
| 5ª rodada |           |                 |           |                 |                   |
| 03/05     | 18:30     | Flamengo        | 1 – 0     | Princesa do Sul | Lindolfo Monteiro |
| 03/05     | 20:30     | Ríver           | 0 – 2     | Comercial       | Albertão          |
| 04/05     | 20:00     | 4 de Julho      | 4 – 0     | Picos           | Ytacoatiara       |
| 04/05     | 20:00     | Parnahyba       | 4 – 1     | Barras          | Mão Santa         |

| 6ª rodada | 6ª rodada | 6ª rodada       | 6ª rodada | 6ª rodada       | 6ª rodada         |
| --------- | --------- | --------------- | --------- | --------------- | ----------------- |
| 07/05     | 20:00     | Princesa do Sul | 2 – 2     | Piauí           | Tiberão           |
| 07/05     | 20:00     | Picos           | 0 – 1     | Comercial       | Helvídio Nunes    |
| 07/05     | 20:00     | 4 de Julho      | 1 – 0     | Parnahyba       | Ytacoatiara       |
| 08/05     | 17:00     | Flamengo        | 0 – 3     | Ríver           | Lindolfo Monteiro |
| 7ª rodada |           |                 |           |                 |                   |
| 11/05     | 18:00     | Piauí           | 2 – 1     | 4 de Julho      | Lindolfo Monteiro |
| 11/05     | 20:00     | Barras          | 2 – 0     | Flamengo        | Juca Fortes       |
| 11/05     | 20:00     | Ríver           | 1 – 1     | Picos           | Albertão          |
| 14/05     | 16:00     | Parnahyba       | 3 – 0     | Princesa do Sul | Mão Santa         |
| 8ª rodada |           |                 |           |                 |                   |
| 14/05     | 15:45     | Comercial       | 4 – 2     | Flamengo        | Deusdeth Melo     |
| 14/05     | 16:00     | Piauí           | 3 – 1     | Picos           | Lindolfo Monteiro |
| 14/05     | 20:00     | 4 de Julho      | 1 – 0     | Barras          | Ytacoatiara       |
| 18/05     | 20:00     | Princesa do Sul | 0 – 3     | Ríver           | Tiberão           |
| 18/05     | 20:00     | Flamengo        | 1 – 1     | Piauí           | Lindolfo Monteiro |
| 9ª rodada |           |                 |           |                 |                   |
| 21/05     | 20:00     | Picos           | 2 – 1     | Flamengo        | Helvídio Nunes    |
| 21/05     | 20:00     | Pricesa do Sul  | 2 – 2     | 4 de Julho      | Tiberão           |
| 21/05     | 16:00     | Barras          | 1 – 0     | Comercial       | Juca Fortes       |
| 21/05     | 16:00     | Piauí           | 1 – 3     | Parnahyba       | Lindolfo Monteiro |

### Fase final

#### Tabela de classificação
|  | Semifinais | Semifinais | Semifinais | Semifinais |   |  | Finais    | Finais | Finais | Finais |
|  |            |            |            |            |   |  |           |        |        |        |
|  | 1          | Parnahyba  | 1          | 1          |   |  |           |        |        |        |
|  | 4          | 4 de Julho | 0          | 0          |   |  |           |        |        |        |
|  |            |            |            |            |   |  | Parnahyba | 1      | 0      |        |
|  |            |            | Comercial  | 2          | 0 |  |           |        |        |        |
|  | 2          | Comercial  | 1          | 2          |   |  |           |        |        |        |
|  | 3          | River      | 1          | 1          |   |  |           |        |        |        |

#### Semifinais[c]
Jogos de ida
| 2 de junho | 4 de Julho | 0 – 1 | Parnahyba | Estádio Ytacoatyara, Piripiri |
| 20:00      |            |       |           | Árbitro: Antônio Dib de Sousa |

| 2 de junho | Ríver | 1 – 1 | Comercial | Lindolfo Monteiro             |
| 20:00      |       |       |           | Árbitro: Antônio Santos Nunes |

Jogos de volta
| 5 de junho | Parnahyba | 1 – 0 | 4 de Julho | Estádio Piscinão                 |
| 16:00      |           |       |            | Árbitro: Leonardo Marques Fortes |

| 5 de junho | Comercial | 2 – 1 | Ríver | Estádio Deusdeth Melo           |
| 15:15      |           |       |       | Árbitro: Afonso Amorim de Sousa |

b. ^  No dia 25 de maio de 2011, 4 de Julho, Comercial, Parnahyhba e Ríver não entraram em campo para os jogos de ida das semifinais. O fato se repetiu nos jogos de volta, porém desta vez, apeanas a equipe do Comercial foi à campo. Cumprindo o disposto no artigo 203 do Código da Justiça Desportiva Brasileira, a FFP decidiu que o Comercial se classificaria automaticamente para a final após vencer por W.O., pelo não comparecimento do time do Ríver ao jogo de volta da semifinal. O outro finalista da Taça Estado do Piauí seria o vencedor do confronto entre Barras e Picos, quinto e sexto colocados na fase de classifação. No dia 1º de junho, após intervenção da CBF, ficou definido que o campeonato iria recomeçar com os jogos de ida das semifinais.

#### Final
| 9 de junho | Comercial | 2 – 1 | Parnahyba | Estádio Deusdeth Melo |
| 15:45      |           |       |           |                       |

| 12 de junho | Parnahyba | 0 – 0 | Comercial | Estádio Piscinão |
| 16:00       |           |       |           |                  |

### Premiação
| Taça Estado do Piauí de 2011                                                               |
| ------------------------------------------------------------------------------------------ |
| Campo Maior                                                                                |
| Comercial Campeão Classificado para a final do campeonato Classificado para a Série D 2011 |

## Segundo Turno (Taça Cidade de Teresina)

### Primeira fase

#### Tabela de classificação
| Classificação | Classificação   | Classificação | Classificação | Classificação | Classificação | Classificação | Classificação | Classificação | Classificação |
| Pos.          | Time            | Pts           | J             | V             | E             | D             | GP            | GS            | SG            |
| ------------- | --------------- | ------------- | ------------- | ------------- | ------------- | ------------- | ------------- | ------------- | ------------- |
| 1             | 4 de Julho      | 19            | 8             | 6             | 1             | 1             | 21            | 8             | +13           |
| 2             | Ríver           | 19            | 8             | 6             | 1             | 1             | 14            | 3             | +11           |
| 3             | Parnahyba       | 17            | 8             | 5             | 2             | 1             | 18            | 10            | +8            |
| 4             | Comercial       | 16            | 8             | 5             | 1             | 2             | 16            | 8             | +8            |
| 5             | Piauí           | 10            | 8             | 3             | 1             | 4             | 7             | 16            | -9            |
| 6             | Picos           | 10            | 8             | 2             | 4             | 2             | 6             | 8             | -2            |
| 7             | Barras          | 7             | 6             | 2             | 1             | 5             | 8             | 10            | -2            |
| 8             | Princesa do Sul | 3             | 6             | 1             | 0             | 7             | 4             | 17            | -13           |
| 9             | Flamengo        | 1             | 8             | 0             | 1             | 7             | 3             | 17            | -14           |

Atualizado em 17 de julho

#### Jogos
| 1ª rodada | 1ª rodada | 1ª rodada       | 1ª rodada | 1ª rodada       | 1ª rodada         |
| --------- | --------- | --------------- | --------- | --------------- | ----------------- |
| 16/06     | 19:30     | 4 de Julho      | 2 – 1     | Flamengo        | Ytacoatiara       |
| 16/06     | 20:00     | Barras          | 2 – 1     | Princesa do Sul | Juca Fortes       |
| 16/06     | 20:00     | Parnahyba       | 3 – 2     | Comercial       | Mão Santa         |
| 16/06     | 20:00     | Piauí           | 0 – 2     | River           | Lindolfo Monteiro |
| 2ª rodada |           |                 |           |                 |                   |
| 18/06     | 20:00     | Barras          | 0 - 0     | Piauí           | Juca Fortes       |
| 19/06     | 15:45     | Comercial       | 2 - 1     | 4 de Julho      | Deusdeth Melo     |
| 19/06     | 17:00     | Ríver           | 1 - 0     | Parnahyba       | Lindolfo Monteiro |
| 20/06     | 20:00     | Princesa do Sul | 0 - 1     | Picos           | Tibério Nunes     |
| 3ª rodada |           |                 |           |                 |                   |
| 23/06     | 16:00     | Piauí           | 1 - 0     | Flamengo        | Lindolfo Monteiro |
| 23/06     | 18:00     | Ríver           | 1 - 0     | Barras          | Lindolfo Monteiro |
| 23/06     | 18:00     | Princesa do Sul | 0 - 2     | Comercial       | Tibério Nunes     |
| 23/06     | 16:00     | Parnayhba       | 0 - 0     | Picos           | Mão Santa         |
| 4ª rodada |           |                 |           |                 |                   |
| 25/06     | 20:00     | Picos           | 1 - 0     | Barras          | Helvídio Nunes    |
| 26/06     | 17:00     | 4 de Julho      | 2 - 1     | Ríver           | Ytacoatiara       |
| 26/06     | 17:00     | Piauí           | 1 - 6     | Comercial       | Lindolfo Monteiro |
| 26/06     | 18:00     | Flamengo        | 1 - 5     | Parnahyba       | Lindolfo Monteiro |

| 5ª rodada | 5ª rodada | 5ª rodada       | 5ª rodada | 5ª rodada       | 5ª rodada         |
| --------- | --------- | --------------- | --------- | --------------- | ----------------- |
| 29/06     | 15:45     | Comercial       | 0 - 1     | Ríver           | Deusdeth Melo     |
| 14/07     | 18:00     | Picos           | 1 - 4     | 4 de Julho      | Helvídio Nunes    |
| 29/06     | 20:00     | Barras          | 2 - 3     | Parnahyba       | Juca Fortes       |
| 29/06     | 20:00     | Princesa do Sul | 1 - 0     | Flamengo        | Tibério Nunes     |
| 6ª rodada |           |                 |           |                 |                   |
| 02/07     | 15:45     | Comercial       | 0 - 0     | Picos           | Deusdeth Melo     |
| 02/07     | 16:00     | Parnahyba       | 2 - 2     | 4 de Julho      | Mão Santa         |
| 02/07     | 17:00     | Piauí           | 0 - 0     | Princesa do Sul | Lindolfo Monteiro |
| 03/07     | 17:00     | Ríver           | 4 - 0     | Flamengo        | Lindolfo Monteiro |
| 7ª rodada |           |                 |           |                 |                   |
| 06/07     | 20:00     | 4 de Julho      | 4 - 0     | Piauí           | Ytacoatira        |
| 06/07     | 20:00     | Princesa do Sul | 2 - 3     | Parnahyba       | Tibério Nunes     |
| 06/07     | 20:00     | Flamengo        | 0 - 2     | Barras          | Lindolfo Monteiro |
| 07/07     | 20:00     | Picos           | 1 - 1     | Ríver           | Helvídio Nunes    |
| 8ª rodada |           |                 |           |                 |                   |
| 10/07     | 17:00     | Flamengo        | 1 - 2     | Comercial       | Lindolfo Monteiro |
| 10/07     | 18:30     | Picos           | 2 - 3     | Piauí           | Helvídio Nunes    |
| 10/07     | 19:00     | Barras          | 1 - 2     | 4 de Julho      | Juca Fortes       |
| 14/07     | 20:00     | Ríver           | 3 - 0     | Princesa do Sul | Albertão          |
| 9ª rodada |           |                 |           |                 |                   |
| 17/07     | 15:45     | Flamengo        | 0 - 0     | Picos           | Lindolfo Monteiro |
| 17/07     | 15:45     | 4 de Julho      | 4 - 0     | Princesa do Sul | Ytacoatira        |
| 17/07     | 15:45     | Parnahyba       | 2 - 0     | Piauí           | Mão Santa         |
| 17/07     | 15:45     | Comercial       | 2 - 1     | Barras          | Deusdeth Melo     |

### Fase final

#### Tabela de classificação
|  | Semifinais | Semifinais | Semifinais | Semifinais |       |  | Finais     | Finais | Finais | Finais |
|  |            |            |            |            |       |  |            |        |        |        |
|  | 1          | 4 de Julho | 1          | 1          |       |  |            |        |        |        |
|  | 4          | Comercial  | 1          | 0          |       |  |            |        |        |        |
|  |            |            |            |            |       |  | 4 de Julho | 0      | 4 (1)  |        |
|  |            |            | Parnahyba  | 3          | 2 (0) |  |            |        |        |        |
|  | 2          | Ríver      | 1          | 1          |       |  |            |        |        |        |
|  | 3          | Parnahyba  | 3          | 1          |       |  |            |        |        |        |

#### Semifinais
Jogos de ida
| 20 de Julho | Comercial     | 1 – 1 | 4 de Julho   | Deusdeth Melo, Campo Maior                           |
| 15:45       | Cleiton 90+1' |       | Pretinho 31' | Público: 454 Árbitro: Antônio Dib Moraes de Sousa PI |

| 21 de Julho | Parnahyba                            | 3 – 1 | Ríver                     | Estádio Mão Santa, Parnaíba                        |
| 20:00       | Isac 10' · Da Silva 73' (Pen.) · 76' |       | Antônio Carlos 89' (Pen.) | Público: 1,477 Árbitro: Leonardo Marques Fortes PI |

Jogos de volta
| 27 de Julho | 4 de Julho | 1 - 0 | Comercial | Estádio Ytacoatyara, Piripiri      |
| 20:00       | França 24' |       |           | Árbitro: Afonso Amorim de Sousa PI |

| 25 de Julho | Ríver      | 1 – 1 | Parnahyba | Albertão, Teresina                                   |
| 20:00       | Moises 32' |       | Isac 89'  | Público: 856 Árbitro: Antônio Dib Moraes de Sousa PI |

#### Final
| 31 de julho | Parnahyba                      | 3 – 0 | 4 de Julho | Estádio Mão Santa, Parnaíba                     |
| 17:00       | Da Silva 48', 84' · Felipe 64' |       |            | Público: 2,052 Árbitro: Antônio Santos Nunes PI |

| 7 de agosto | 4 de Julho                                                    | 4 – 2 1 - 0 (Pro.) | Parnahyba    | Estádio Ytacoatyara, Piripiri |
| 17:00       | Paulo Maranhão 26' · Pretinho 48' 119' · Alex Paraíba 60' 78' |                    | Isac 16' 34' |                               |

### Premiação
| Taça Cidade de Teresina                            |
| -------------------------------------------------- |
| Bandeira de Piripiri                               |
| 4 de Julho Classificado para a final do campeonato |

## Final
| 10 de Agosto | 4 de Julho    | 1 - 0 | Comercial | Arena Ytacoatiara, Piripiri                  |
| 20:00        | Cleitinho 55' |       |           | Público: 2,425 Árbitro: Antônio Santos Nunes |

| 17 de agosto | Comercial        | 1 - 1 | 4 de Julho               |                                                     |
| 16:00        | Zé Rodrigues 11' |       | Rafael Araújo 13' (G.C.) | Público: 1,600 Árbitro: Antônio Dib Moraes de Sousa |

### Premiação
| Campeonato Piauiense de 2011    |
| ------------------------------- |
| 4 DE JULHO Campeão (3.º título) |

## Artilharia
| Gols | Jogador        | Time       |
| ---- | -------------- | ---------- |
| 12   | Da Silva       | Parnahyba  |
| 12   | Isac           | Parnahyba  |
| 10   | Pretinho       | 4 de Julho |
| 9    | França         | 4 de Julho |
| 7    | Tiaguinho      | Comercial  |
| 6    | Jessé          | Piauí      |
| 6    | Zé Rodrigues   | Comercial  |
| 5    | Popó           | Comercial  |
| 5    | Anderson Kamar | Ríver      |
| 5    | Boni           | Picos      |

## Classificação Geral
| Classificação | Classificação   | Classificação | Classificação | Classificação | Classificação | Classificação | Classificação | Classificação | Classificação |
| Pos.          | Time            | Pts           | J             | V             | E             | D             | GP            | GS            | SG            |
| ------------- | --------------- | ------------- | ------------- | ------------- | ------------- | ------------- | ------------- | ------------- | ------------- |
| 1             | 4 de Julho      | 43            | 24            | 13            | 4             | 7             | 42            | 25            | +17           |
| 2             | Comercial       | 42            | 24            | 12            | 6             | 6             | 36            | 20            | +16           |
| 3             | Parnahyba       | 50            | 24            | 15            | 5             | 4             | 45            | 22            | +23           |
| 4             | Ríver           | 37            | 20            | 11            | 4             | 5             | 32            | 14            | +18           |
| 5             | Picos           | 21            | 16            | 5             | 6             | 5             | 15            | 18            | -3            |
| 6             | Barras          | 18            | 16            | 5             | 3             | 8             | 17            | 19            | -2            |
| 7             | Piauí           | 16            | 16            | 4             | 4             | 8             | 17            | 36            | -19           |
| 8             | Flamengo        | 8             | 16            | 2             | 2             | 12            | 11            | 32            | -21           |
| 9             | Princesa do Sul | 5             | 16            | 1             | 2             | 13            | 9             | 34            | -25           |

O 4 de Julho e o Comercial estão classificados para a Copa Piauí de 2011 e Copa do Brasil de 2012 por terem sido respectivamente, o campeão e o vice-campeão do Certame.